# فرشته کاظمی
فرشته کاظمی (انگلیسی: Fereshta Kazemi؛ زادهٔ ۱ ژانویهٔ ۱۹۷۹کابل) هنرپیشه اهل افغانستان است.او در سال ۲۰۱۳ برنده جایزه بهترین بازیگر از جشنواره Afghanistan Human Rights Film Festival شده‌است.